# Липиничский сельсовет
Ли́пиничский сельсовет (белор. Ліпініцкi сельсавет) — административная единица на территории Буда-Кошелёвского района Гомельской области Белоруссии. Административный центр — деревня Липиничи.

## История
Образован 20 августа 1924 года в составе Буда-Кошелёвского района Бобруйского округа БССР. С 27 октября 1927 года в составе Гомельского округа. После упразднения окружной системы 26 июля 1930 года в Буда-Кошелёвском районе БССР. С 20 февраля 1938 года в составе Гомельской области.
В состав Липиничского сельсовета входили до 1969 года посёлок Подясень, до 1982 года посёлок Пятидворка, до 1989 года посёлок Борок, до 1997 года посёлки Дубровка и Зелёная Роща — в настоящее время не существуют.
В 2008 году посёлок Новый Путь упразднён.
16 декабря 2009 года в состав сельсовета включена территория упразднённого Буда-Люшевского сельсовета, в том числе деревни Буда Люшевская, Любовин, Новый Любовин, Слобода Люшевская, Хмельное, Шутное, посёлки Заречье, Перегрузочный, Роща, входившие в состав Буда-Люшевского сельсовета.

## Состав
Липиничский сельсовет включает 19 населённых пунктов:
- Бронница — деревня
- Буда — посёлок
- Буда Люшевская — деревня
- Заречье — посёлок
- Зелёный Дуб — посёлок
- Липиничи — деревня
- Любовин — деревня
- Люшев — деревня
- Неговка — агрогородок
- Новый Любовин — деревня
- Первомайский — посёлок
- Перегрузочный — посёлок
- Роща — посёлок
- Слобода Люшевская — деревня
- Солтановка — деревня
- Струки — деревня
- Хмельное — деревня
- Шутное — деревня
- Якимовка — посёлок

Упразднённые населённые пункты:
- Новый Путь — посёлок